# غورم العجوز
غورم العجوز (بالإنجليزية: Gorm the Old) (بالدنماركية: Gorm den Gamle، نورس القديمة: Gormr gamli، اللاتينية: Gormus Senex)، وهو أول حاكم معترف به تاريخيا من الدنمارك، وحكم من ج. 936 إلى وفاته ج. 958. وحكم من جلينغ، وجعل أقدم حجارة جلينج تكريما لزوجته ثيرة. ولد غورم قبل 900 وتوفي ج. 958.